# Arcadi Alibés Riera
Arcadi Alibés Riera (l'Ametlla de Merola (Puig-reig), Berguedà, 1 d'octubre de 1959) és un periodista esportiu català. És germà de la desapareguda escriptora Maria Dolors Alibés i Riera.
Alibés, que estudià a la universitat, alhora que treballava, es llicencià en Periodisme per la Universitat Autònoma de Barcelona. Les seves especialitats, com a periodista, estan relacionades amb el ciclisme i l'atletisme. Al començament de la seva carrera professional treballà a El Noticiero Universal (1978-1979) i Sport (1979-1983), i va col·laborar en publicacions com Don Balón i Tot Barça. També va formar part de la primera redacció d'esports de Catalunya Ràdio. Des de 1984, en què s'incorporà a Televisió de Catalunya ha treballat, com a presentador, a diversos programes de televisió i, especialment, a telenotícies. Ha cobert per a TV3 quinze edicions del Tour de França, i durant 20 anys va ser l'speaker de la Volta Ciclista a Catalunya. També, durant molts anys, va ser l'encarregat de les connexions des de la Font de Canaletes de la Rambla quan el F.C.Barcelona aconseguia guanyar un títol.
A banda del seu vessant professional com a periodista, Alibés és un corredor experimentat de curses de fons i ha completat 150 maratons. Aquesta experiència ha estat traslladada per escrit als seus llibres, el primer dels quals, Córrer per ser feliç, va ser publicat el 2010. Alibés, també ha estat el primer atleta del món a completar totes les maratons de les ciutats olímpiques. La seva millor marca en marató és de 2:53:06, feta a Sevilla el 1994.

## Obres publicades
- Córrer per ser feliç: 42 motius i 195 raons per ser maratonià.  Ara Llibres, 2010. ISBN 9788492907540.
- Les Petjades dels herois: de l'èpica de les maratons a la febre de córrer.  Ara Llibres, 2010. ISBN 9788415224389.
- 100 motius per córrer: l'esport més senzill, més barat i en que no hi ha mai perdedors.  Cossetània, 2014. ISBN 9788490342091.
- La Volta al món en 80 maratons.  Cossetània, 2017. ISBN 9788490345757.